# Gideon Botsch
Gideon Botsch (* 1970 in West-Berlin) ist ein deutscher Politikwissenschaftler und außerplanmäßiger Professor für Politikwissenschaft an der Wirtschafts- und Sozialwissenschaftlichen Fakultät sowie Leiter der Emil Julius Gumbel Forschungsstelle Antisemitismus und Rechtsextremismus am Moses Mendelssohn Zentrum für europäisch-jüdische Studien an der Universität Potsdam.

## Leben
Gideon Botsch studierte Politikwissenschaft an der Freien Universität Berlin und erwarb 1997 sein Diplom mit einer Arbeit zur Kontinuität nationalsozialistischer Europa-Konzepte im frühen Rechtsextremismus in der Bundesrepublik Deutschland. Ab 1999 war er Promotionsstipendiat der Hans-Böckler-Stiftung. 2003 wurde er am Otto-Suhr-Institut für Politikwissenschaft mit der durch Peter Steinbach und Johannes Tuchel betreuten Dissertation „Politische Wissenschaft“ im Einsatz. Das Deutsche Auslandswissenschaftliche Institut und die Auslandswissenschaftliche Fakultät der Universität Berlin 1940–1945 zum Dr. phil. promoviert.
2000 bis 2004 war er Lehrbeauftragter am Fachbereich Politik- und Sozialwissenschaften der FU Berlin und 2004/05 wissenschaftlicher Mitarbeiter der Gedenk- und Bildungsstätte Haus der Wannseekonferenz, wo er eine neue Dauerausstellung mitgestaltete. Seit 2004 ist er Dozent am Touro College Berlin und seit 2006 wissenschaftlicher Mitarbeiter für Antisemitismus- und Rechtsextremismusforschung am Moses Mendelssohn Zentrum für europäisch-jüdische Studien, das der Universität Potsdam angegliedert ist, an der er auch als Lehrbeauftragter tätig wurde. 2007 wurde er Geschäftsführender Redakteur der Zeitschrift für Religions- und Geistesgeschichte. Seit 2010 ist er Vertrauensdozent der Hans-Böckler-Stiftung. 2012 legte er eine umfassende Gesamtdarstellung der Geschichte des Rechtsextremismus in der Bundesrepublik Deutschland vor. 2014 folgte die Habilitation (Heinz Kleger) und die Privatdozentur für Politikwissenschaft an der Wirtschafts- und Sozialwissenschaftlichen Fakultät. Seit 2015 koordiniert er überdies das Promotionskolleg Ludwig Rosenberg Kolleg „Historische Bezüge zwischen Arbeiterbewegung und Judentum“ des Moses Mendelssohn Zentrums und der Hans-Böckler-Stiftung. Seit 2018 ist Botsch außerplanmäßiger Professor an der Wirtschafts- und Sozialwissenschaftlichen Fakultät der Universität Potsdam.
In einem von zwei Berliner SPD-Kreisverbänden in Auftrag gegebenen Gutachten über Thilo Sarrazins Interview in Lettre International bezeichnete Botsch 2009 Teile von Sarrazins Äußerungen als „rassistisch, elitär und herabwürdigend“. Das Landesschiedsgericht der Berliner SPD entschied, Sarrazin habe sich nicht rassistisch geäußert; er wurde deshalb zunächst nicht aus der Partei ausgeschlossen. Erst 2020 schloss die SPD-Bundesschiedskommission Sarrazin wirksam aus der SPD aus.
Botsch ist Mitglied in der Deutschen Vereinigung für Politische Wissenschaft (DVPW), in der Gesellschaft für Geistesgeschichte (GGG) und im Verband der Historiker und Historikerinnen Deutschlands (VHHD).

## Veröffentlichungen (Auswahl)
- „Politische Wissenschaft“ im Zweiten Weltkrieg. Die „Deutschen Auslandswissenschaften“ im Einsatz 1940–1945 (mit einem Geleitwort von Peter Steinbach). Verlag Ferdinand Schöningh, Paderborn 2006, ISBN 978-3-506-71358-2.
- Die NPD und ihr Milieu. Studien und Berichte. Klemm & Oelschläger, Münster 2009, ISBN 978-3-932577-41-3.
- Politik des Hasses. Antisemitismus und radikale Rechte in Europa, als Hrsg. (= Haskala – Wissenschaftliche Abhandlungen. Bd. 44). Georg Olms Verlag, Hildesheim, 2010, ISBN 978-3-487-14438-2
- Islamophobie und Antisemitismus – ein umstrittener Vergleich, als Mitherausgeber, De Gruyter, Berlin 2012, ISBN 978-3-11-026510-1.
- Die extreme Rechte in der Bundesrepublik 1949 bis heute (= Geschichte Kompakt). Wissenschaftliche Buchgesellschaft, Darmstadt 2012, ISBN 978-3-534-23832-3 (Rezension); Parallelausgabe in der Schriftenreihe der Bundeszentrale für politische Bildung, Bd. 1283. Bonn 2012, ISBN 978-3-8389-0283-8.
- Jugendbewegung, Antisemitismus und rechtsradikale Politik. Vom „Freideutschen Jugendtag“ bis zur Gegenwart, als Herausgeber mit Josef Haverkamp (= Europäisch-jüdische Studien. Beiträge. Bd. 13). De Gruyter Oldenbourg, Berlin u. a. 2014, ISBN 978-3-11-030622-4 [gehört zur Anne-Frank-Shoah-Bibliothek].
- Wahre Demokratie und Volksgemeinschaft. Ideologie und Programmatik der NPD und ihres rechtsextremen Umfelds (= Edition Rechtsextremismus), Springer VS, Wiesbaden 2017.
- „Umvolkung“ und „Volkstod“. Zur Kontinuität einer extrem rechten Paranoia, als Herausgeber mit Christoph Kopke (= edition pyrrhus, Bd. 5), Klemm & Oelschläger, Ulm 2019, ISBN 978-3-86281-148-9.
- Rechtsrock. Aufstieg und Wandel neonazistischer Jugendkultur am Beispiel Brandenburgs, als Herausgeber mit Jan Raabe und Christoph Schulze (= Potsdamer Beiträge zur Antisemitismus- und Rechtsextremismusforschung, Bd. 1), be.bra Verlag, Berlin 2019, ISBN 978-3-95410-229-7.
- Rechtsparteien in Brandenburg. Zwischen Wahlalternative und Neonazismus, 1990–2020, als Herausgeber mit Christoph Schulze (= Potsdamer Beiträge zur Antisemitismus- und Rechtsextremismusforschung, Bd. 2), be.bra Verlag, Berlin 2021, ISBN 978-3-95410-278-5.